# Typhlocyba africana
Typhlocyba africana är en insektsart som beskrevs av Irena Dworakowska 1978. Typhlocyba africana ingår i släktet Typhlocyba och familjen dvärgstritar. Inga underarter finns listade i Catalogue of Life.